# Indigolupine
Die Indigolupine (Baptisia australis) ist eine Pflanzenart aus der Gattung Baptisia in der Unterfamilie der Schmetterlingsblütler (Faboideae) innerhalb der Familie der Hülsenfrüchtler (Fabaceae). Andere deutsche Trivialnamen lauten Blaue Färberhülse, Australische Färberhülse oder Falscher Indigo. Diese nordamerikanische Art wurde als Färberpflanze genutzt.

## Beschreibung

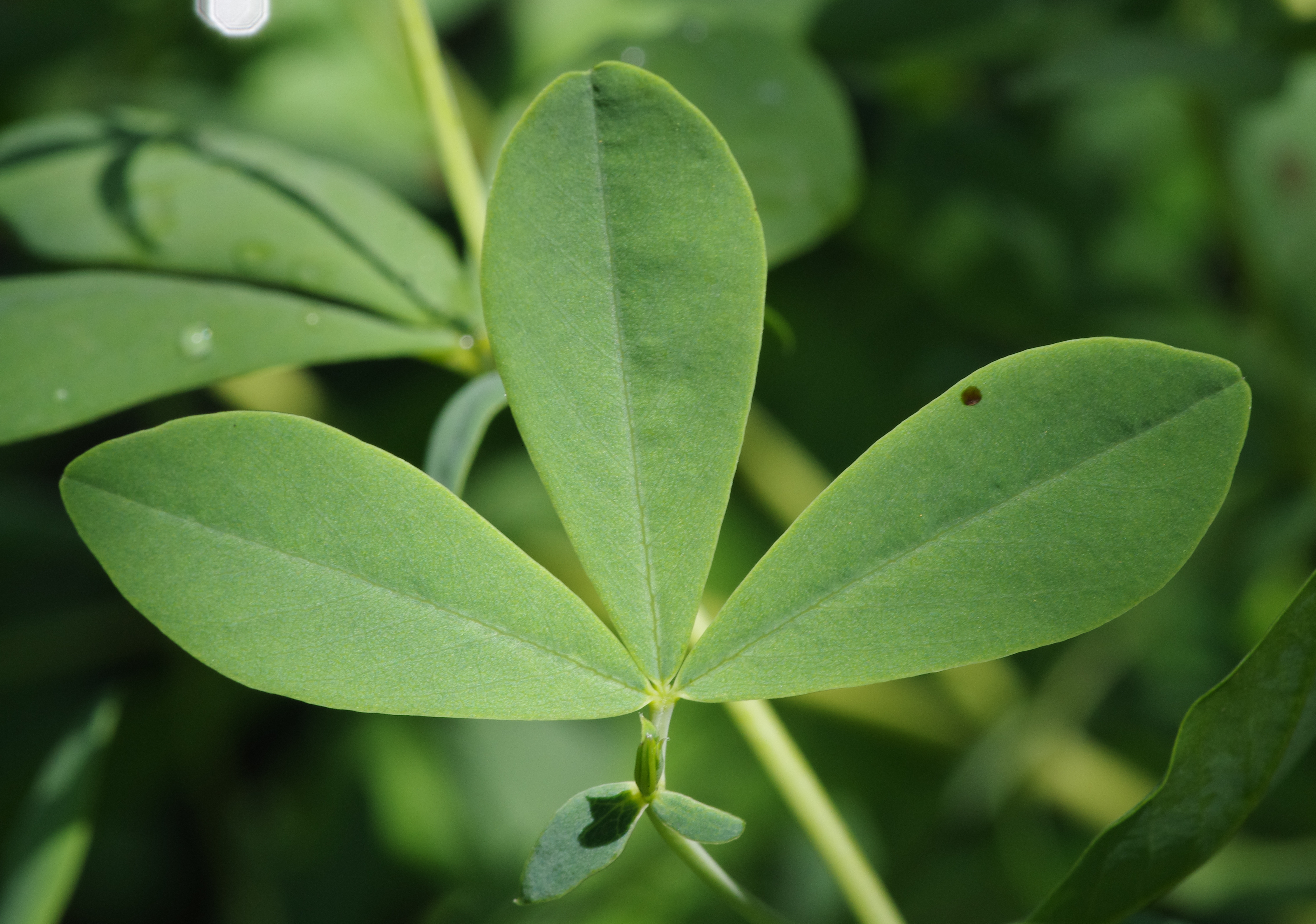
Laubblatt

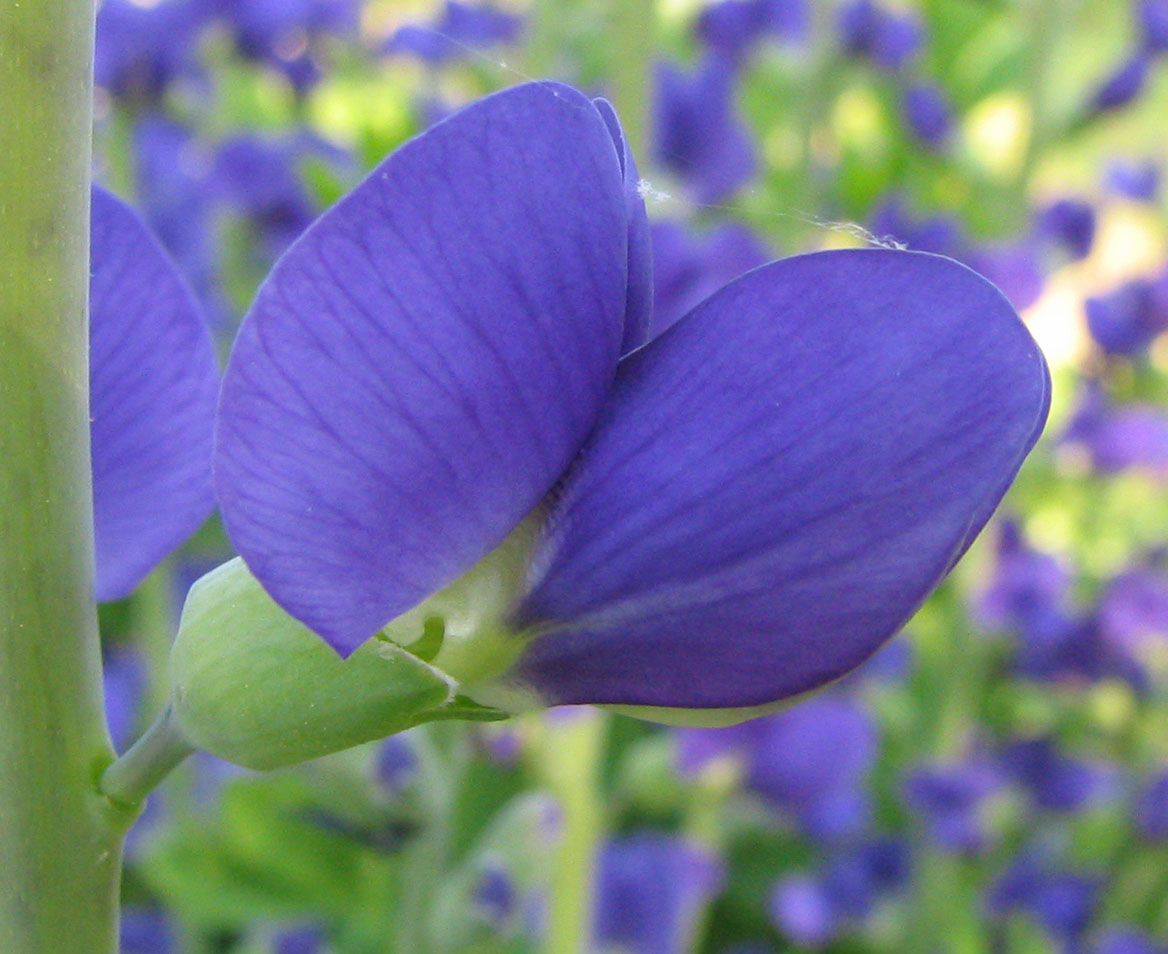
Blüte von der Seite

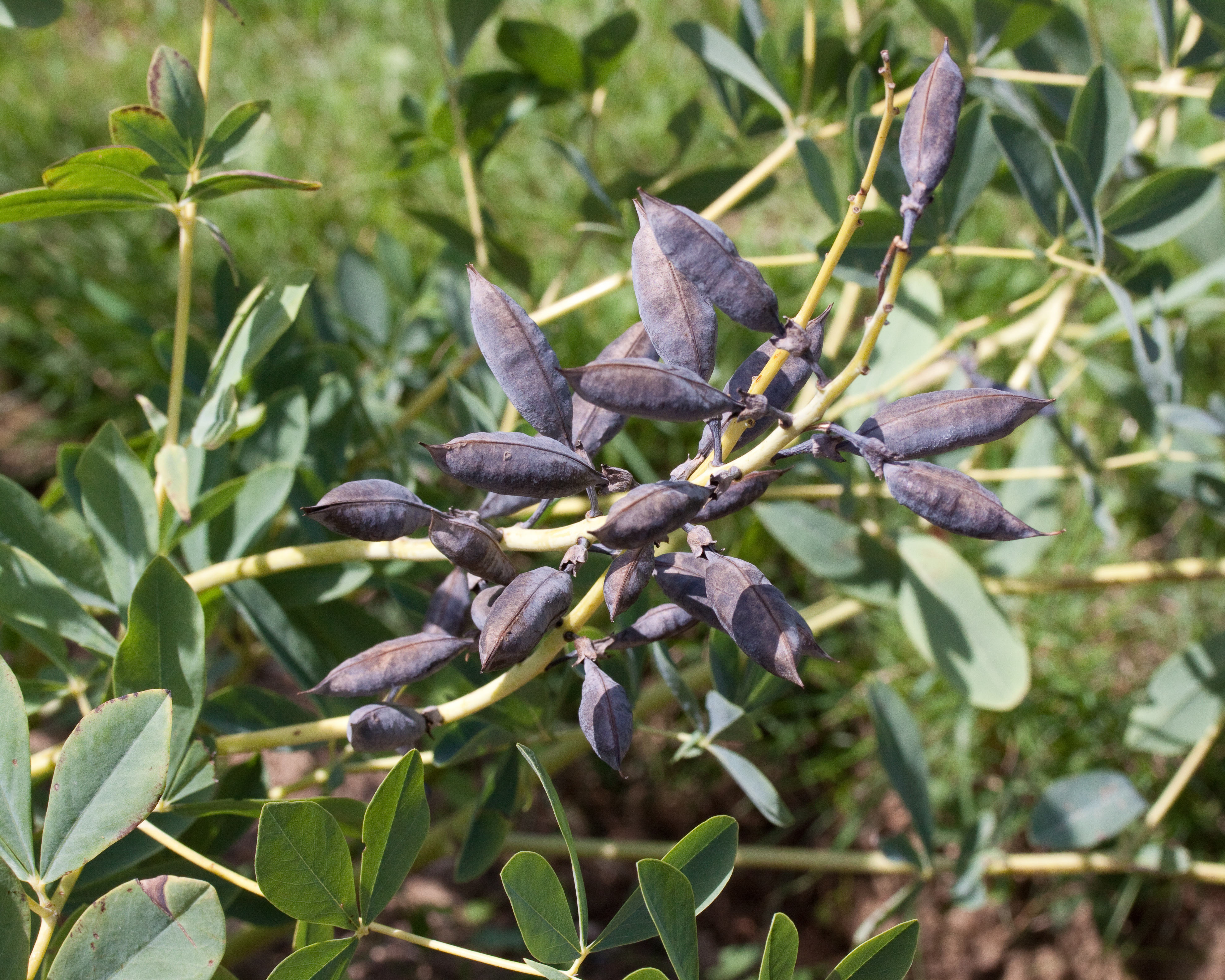
Fruchtstand

### Erscheinungsbild und Blatt
Die Indigolupine ist eine sommergrüne, ausdauernde krautige Pflanze, die Wuchshöhen von 60 bis zu 150 Zentimetern erreichen kann. Sie bildet tiefreichende, verzweigte Wurzeln mit Wurzelknöllchen. Sie bildet als Überdauerungsorgan ein Rhizom. Der Pflanzensaft der Indigolupine färbt sich an der Luft blau-grau. Der gedrungene, kahle, aufrechte Stängel verzweigt sich erst im oberen Bereich ist kahl und teils „bereift“.
Die wechselständig am Stängel angeordneten Laubblätter sind in Blattstiel und -spreite gegliedert. Die Blattspreite ist dreiteilig unpaarig gefiedert. Die drei kurz gestielten, ganzrandigen, grau-grünen, kahlen Fiederblättchen sind bei einer Länge von 3 bis 6,5 Zentimetern verkehrt-eiförmig mit gerundetem bis rundspitzigem, manchmal eingebuchtetem oder feinstachelspitzigem oberen Ende und manchmal „bereift“. Es sind größere und recht beständige Nebenblätter vorhanden.

### Blütenstand und Blüte
Die Blütezeit reicht je nach Standort von April bis August (Hauptblütezeit ist der Juni). An endständigen, aufrechten und manchmal „bereiften“ traubigen, eher lockeren Blütenständen stehen die gestielten Blüten zusammen.
Die zwittrigen, duftlosen Blüten sind zygomorph, fünfzählig und 2,5 bis 3 Zentimeter groß mit doppelter Blütenhülle. Der kleine Kelch ist innen fein behaart und bewimpert sowie teils „bereift“. Die fünf hell-blauen bis blau-violetten Kronblätter sind typisch in der Form Schmetterlingsblüten angeordnet. Die zehn Staubblätter sind frei. Der Fruchtknoten ist gestielt.

### Frucht und Samen
Die bei Reife bläuliche bis zur Reife schwärzliche Hülsenfrucht mit beständigem Kelch ist bei einer Länge von 2,5 bis 7,5 Zentimetern aufgeblasen, kahl, geschnäbelt und enthält einige teils lose Samen. Die mit einer Größe von 3 bis 5 Millimetern relativ kleinen Samen sind bräunlich bis beige und bohnenförmig, oft leicht nierenförmig mit einer harzigen Samenschale.

## Ökologie
Wie viele Hülsenfrüchtler ist sie mit Hilfe von Wurzelsymbionten zur Stickstofffixierung in der Lage.

## Inhaltsstoffe
Baptisia australis enthält eine Reihe von Chinolizidin-Alkaloiden, darunter Anagyrin, Baptifolin, Cystinin und Lupanin. Der Verzehr von Pflanzenteilen kann Diarrhoe und Anorexie verursachen.

## Vorkommen
Die Indigolupine stammt aus dem zentralen und östlichen Nordamerika und kommt von Vermont bis Texas vor. 
Sie wurde jedoch als Zierpflanze auch in anderen Regionen etwa nach Kanada eingeführt.
Sie gedeiht am besten auf kalkfreien, trockenen oder steinigen Böden in voller Sonne oder Halbschatten.

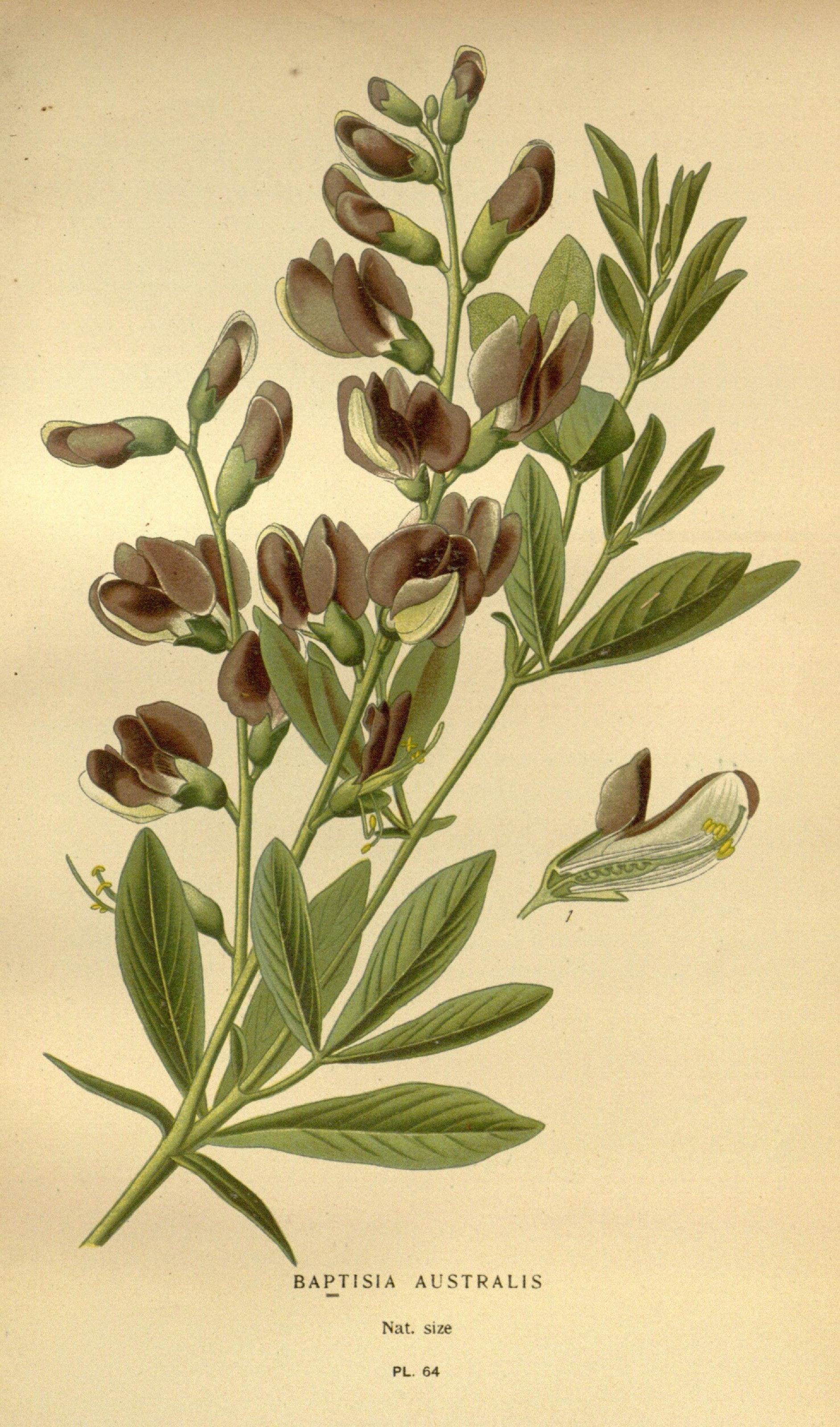
Illustration aus Favourite flowers of garden and greenhouse, Tafel 64

## Systematik
Die Erstveröffentlichung erfolgte 1767 unter dem Namen (Basionym) Sophora australis durch Carl von Linné in Systema Naturae, 12. Auflage, Band 2, S. 287. Die Neukombination zu Baptisia australis (L.) R.Br. wurde 1811 durch Robert Brown in Hortus Kewensis; or, a Catalogue of the Plants Cultivated in the Royal Botanic Garden at Kew. London, 2. Auflage, Band 3, S. 6 veröffentlicht. Weitere Synonyme für Baptisia australis (L.) R.Br. sind: Baptisia caerulea Eaton & Wright, Baptisia confusa Sweet ex G.Don, Baptisia exaltata Sweet, Baptisia versicolor Lodd., Podalyria australis (L.) Willd., Podalyria coerulea Michx., Ripasia caerulea (Trew) Raf., Sophora caerulea Trew.
Je nach Autor gibt es etwa drei Varietäten von Baptisia australis:
- Baptisia australis var. aberrans (Larisey) M.G.Mendenh.
- Baptisia australis (L.) R.Br. var. australis
- Baptisia australis var. minor (Lehm.) Fernald

## Verwendung
Die Cherokee nutzten die Indigolupine zur Gewinnung von blauem Farbstoff für Kleidungsstücke. Europäische Siedler in Nordamerika griffen dies auf und nutzten sie als Ersatz für den Echten Indigo (daher auch die deutsche Bezeichnung „Falscher Indigo“). Manche Indianerstämme setzten die Indigolupine auch als Tee für medizinische Zwecke ein.